# مايك براون (لاعب هوكي الجليد)
مايك براون هو لاعب هوكي الجليد كندي، ولد في 29 أبريل 1979 في سوري في كندا.

## وصلات خارجية
- مايك براون (لاعب هوكي الجليد) على موقع دوري الهوكي الوطني (الإنجليزية)
- مايك براون (لاعب هوكي الجليد) على موقع EliteProspects.com (الإنجليزية)
- مايك براون (لاعب هوكي الجليد) على موقع HockeyDB.com (الإنجليزية)
- مايك براون (لاعب هوكي الجليد) على موقع Hockey-Reference.com (الإنجليزية)